# 藤原里華
藤原 里華（ふじわら りか、1981年9月19日 - ）は、神奈川県藤沢市出身の女子プロテニス選手。
湘南工科大学附属高校卒業。北日本物産所属。身長155cm、体重52kg、右利き。フォアハンド・ストロークは片手打ち、バックハンド・ストロークは両手打ち 。WTAツアーでシングルスの優勝はないが、ダブルスで1勝を挙げた。自己最高ランキングはシングルス84位、ダブルス13位。

## 来歴
藤原里華は全日本テニス選手権出場歴もある父慎一と、同じくテニス選手・コーチであった母美智子というテニス一家に生まれ育った。1998年の全日本テニス選手権で、当時17歳の藤原は女子シングルス1回戦で第1シードの佐伯美穂を破る金星を挙げ、小畑沙織との準決勝まで勝ち進んだ。1999年5月にプロ転向。2001年から女子テニス国別対抗戦・フェドカップの日本代表選手となり、それ以来シングルスで4勝3敗、ダブルスで8勝1敗の戦績を挙げている。同年に全日本テニス選手権女子シングルスで初優勝を果たす。
2002年の全豪オープン女子ダブルスで、藤原は浅越しのぶとペアを組んで活躍し、マルチナ・ヒンギス&アンナ・クルニコワ組との準々決勝に進出した。同年の全仏オープンでは杉山愛とペアを組み、第1シードのリサ・レイモンド&レネ・スタブス組との準決勝まで勝ち進んだが、1-6, 7-6, 2-6 で敗退した。この年は女子テニスツアーの年間最終戦、WTAツアー選手権のダブルス部門にも杉山とのペアで出場し、1回戦でビルヒニア・ルアノ・パスクアル&パオラ・スアレス組を 6-4, 6-3 で破ったが、続く準決勝でエレーナ・デメンチェワ&ヤネッテ・フサロバ組に 6-4, 5-7, 4-6 の逆転で敗れ、決勝進出を逃している。2002年度はWTAツアーの女子ダブルスで「30勝12敗」の好成績をマークし、ダブルスの世界ランキング13位まで躍進した。
4大大会の女子シングルスでは、藤原は2001年全仏オープンから予選会に挑戦した。予選会は3試合を勝ち抜かないと本戦出場権を得られないが、初挑戦だった全仏オープンでは、予選3回戦で敗れ本戦出場権を逃した。ようやく2005年の全仏オープンで4大大会本戦初出場を果たしたが、シングルス初戦でマグダレナ・マレーバに 4-6, 2-6 でストレート負けした。2005年全米オープン1回戦では、当年度のウィンブルドン優勝者ビーナス・ウィリアムズに 3-6, 1-6 で完敗している。2006年全豪オープン初戦敗退の後、藤原は右手首の故障による長期欠場のため世界ランキングから外れ、2年半の間グランドスラム大会の本戦から遠ざかった。2008年ウィンブルドンで久々にシングルスの予選会を通過し、3年ぶり2度目の本戦出場を決めたが、1回戦でカテリナ・ボンダレンコに 6-1, 4-6, 3-6 で逆転負けした。
2011年の全日本テニス選手権では決勝で瀬間詠里花を 7-6, 6-4 で破り10年ぶり2度目の全日本選手権優勝を果たした。
2012年のイーボックス・オープンのダブルスでクルム伊達公子と組み決勝に進出し、ソフィア・アルビドソン&カイア・カネピ組に 6–2, 4–6, [10–5] で勝利して、30歳で初のWTA大会のタイトルを獲得した（これまで5回決勝に進出したがいずれも準優勝に終わっていた）。
2015年、若手選手の育成、日本テニス界を牽引するチームの育成、プロテニスプレーヤーの活動を団体一丸となって支えることを目的として、一般社団法人プロツアーチームジャパンを設立。2020年3月現役引退を発表した。

## WTAツアー決勝進出結果

### ダブルス: 6回 (1勝5敗)
| 大会グレード          | 大会グレード                 |
| 2008年以前            | 2009年以後                   |
| --------------------- | ---------------------------- |
| グランドスラム (0–0)  |                              |
| WTAファイナルズ (0–0) |                              |
| ティア I (0–1)        | プレミア・マンダトリー (0-0) |
| ティア I (0–1)        | プレミア5 (0-0)              |
| ティア II (0–1)       | プレミア (0–0)               |
| ティア III (0–0)      | インターナショナル (1–2)     |
| ティア IV ＆ V (0–1)  | インターナショナル (1–2)     |

| 結果   | No. | 決勝日         | 大会             | サーフェス        | パートナー     | 対戦相手                                        | スコア           |
| ------ | --- | -------------- | ---------------- | ----------------- | -------------- | ----------------------------------------------- | ---------------- |
| 準優勝 | 1.  | 2002年8月18日  | モントリオール   | ハード            | 杉山愛         | ビルヒニア・ルアノ・パスクアル パオラ・スアレス | 4–6, 6–7(4)      |
| 準優勝 | 2.  | 2002年9月15日  | 上海             | ハード            | 杉山愛         | アンナ・クルニコワ ジャネット・リー             | 5–7, 3–6         |
| 準優勝 | 3.  | 2002年10月21日 | リンツ           | カーペット (室内) | 杉山愛         | エレナ・ドキッチ ナディア・ペトロワ             | 3–6, 2–6         |
| 準優勝 | 4.  | 2010年10月17日 | 大阪             | ハード            | 青山修子       | 張凱貞 リリア・オスターロー                     | 0–6, 3–6         |
| 準優勝 | 5.  | 2012年3月4日   | クアラルンプール | ハード            | 詹皓晴         | 張凱貞 荘佳容                                   | 5-7, 4-6         |
| 優勝   | 1.  | 2012年4月15日  | コペンハーゲン   | ハード (室内)     | クルム伊達公子 | ソフィア・アルビドソン カイア・カネピ           | 6–2, 4–6, [10–5] |

## 4大大会シングルス成績
略語の説明
| W | F | SF | QF | #R | RR | Q# | LQ | A | Z# | PO | G | S | B | NMS | P | NH |

W=優勝, F=準優勝, SF=ベスト4, QF=ベスト8, #R=#回戦敗退, RR=ラウンドロビン敗退, Q#=予選#回戦敗退, LQ=予選敗退, A=大会不参加, Z#=デビスカップ/BJKカップ地域ゾーン, PO=デビスカップ/BJKカッププレーオフ, G=オリンピック金メダル, S=オリンピック銀メダル, B=オリンピック銅メダル, NMS=マスターズシリーズから降格, P=開催延期, NH=開催なし.
| 大会           | 2001 | 2002 | 2003 | 2004 | 2005 | 2006 | 2007 | 2008 | 2009 | 2010 | 2011 | 2012 | 通算成績 |
| -------------- | ---- | ---- | ---- | ---- | ---- | ---- | ---- | ---- | ---- | ---- | ---- | ---- | -------- |
| 全豪オープン   | A    | LQ   | LQ   | A    | LQ   | 1R   | A    | LQ   | LQ   | LQ   | A    | LQ   | 0–1      |
| 全仏オープン   | LQ   | LQ   | A    | LQ   | 1R   | A    | A    | LQ   | LQ   | A    | A    | LQ   | 0–1      |
| ウィンブルドン | LQ   | LQ   | A    | A    | 1R   | A    | A    | 1R   | LQ   | LQ   | A    | A    | 0–2      |
| 全米オープン   | LQ   | LQ   | LQ   | LQ   | 1R   | A    | LQ   | LQ   | LQ   | LQ   | LQ   | A    | 0–1      |